# Achilleas Paraschos

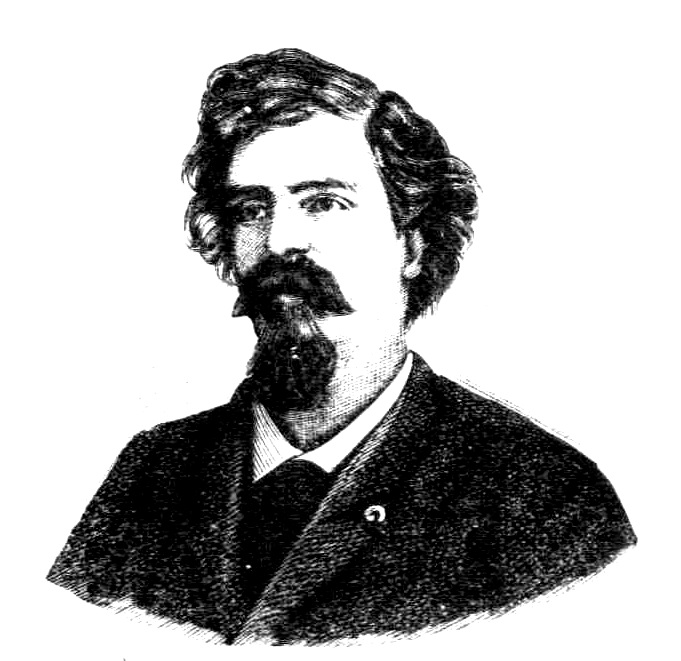
Achilleas Paraschos

Achilleas Paraschos (griechisch Αχιλλέας Παράσχος, eigtl. Achilleas Nasakis (Νασάκης) bzw. Nasikoglou (Νασίκογλου); * 1838 in Nafplio; † 26. Januar 1895 in Athen) war ein romantischer neugriechischer Dichter. Er wird der Ersten Athener Schule zugerechnet.

## Leben
Achilleas Nasakis – sein Künstlername Paraschos war der Vorname seines Vaters – wurde in Nafplio, damals provisorische Hauptstadt des jungen Königreiches Griechenland, geboren. Noch während seiner Kindheit zog die Familie nach Athen. Offenbar hat er nie studiert, sondern erwarb sich seine Bildung durch eigene Lektüre. Seine ersten Briefe wurden von seinem Bruder Georgios Paraschos (1821–1886) überliefert, der ebenfalls als Dichter hervortrat. In seiner Jugend trat er der Chrysi Neolaea bei, einem Geheimbund, der Propaganda gegen König Otto machte, und verbüßte deshalb eine Gefängnisstrafe. Seinen Lebensunterhalt verdiente er sich ausschließlich mit seiner Dichtung; allerdings wurden ihm von Politikern von Zeit zu Zeit verschiedenen Posten verschafft, die indessen nur dazu dienten, dass er ein festes Einkommen bezog.
Seine erste Lyrik veröffentlichte er in den Zeitschriften Der Abderit und Chrysallis. Die Publikation seiner Gedichte in drei Bänden im Jahr 1881 war sehr erfolgreich; er nahm die damals enorme Summe von 50.000 Drachmen ein, die er allerdings alsbald wieder ausgab, so dass er auf die finanzielle Hilfe von Freunden angewiesen war. Reisen führten ihn nach Rumänien, Ägypten, Frankreich und Großbritannien, wo ihn die griechischstämmige Bevölkerung jeweils begeistert aufnahm.
Paraschos verstarb 1895 und wurde auf dem Ersten Athener Friedhof beigesetzt. Die Trauerfeier war ein Großereignis, auch König Georg I. war dabei anwesend.

## Werkgestalt
Zu Lebzeiten galt Paraschos als Nationaldichter. Sein Ruhm reichte bis ins hinterste griechische Dorf, und seine öffentlichen Auftritte waren stets gut besucht. Allerdings wurde seine strikt romantische Poesie nach seinem Tod nach und nach erst verspottet, und dann schließlich vergessen.
In seiner Dichtung verwendet Paraschos vorrangig die Katharevousa, aber vereinzelt auch die Dimotiki im Stile von Aristotelis Valaoritis. Seine Gedichte sind metrisch (meistens Jamben) und gereimt (oft im Paarreim). Er selbst unterteilte seine Gedichte in patriotische (Δάφνες ‚Lorbeeren‘), elegische (Ιτέας ‚Weiden‘), erzieherische (Χλόη ‚Wiesen‘) und sonstige Gedichte (Φύλλα ‚Blätter‘).

## Werke
- Ποιήματα (Gedichte). 3 Bde., Andreas Kolomilas, Athen 1881.